# 株式の希薄化
株式の希薄化（かぶしきのきはくか）あるいは株式の希釈化（かぶしきのきしゃくか）とは、転換社債、新株発行増資などにより、株式会社の発行する株式数が増えたために、1株が表す株式の権利内容が小さくなることを指す。濃度の高い液体を薄めることを希釈、低濃度の状態を希薄というが、それと同様に権利内容が薄くなる傾向を希薄化（希釈化）と呼んでいる。
株式の希薄化は、株式の権利の市場評価と考えられる株価にマイナスの影響を与える。したがって株式価値の希薄化（希釈化）という表現も間違いではない。

## 概要
株式分割は理論的には株主の保有する株式の市場評価総額には影響しないが、新株発行増資においては、新株を誰が取得するかという問題があるので、既存の株主は株式持分の比率が変動する可能性がある。このような可能性があるために、株主は新株を使った資金調達を好まない傾向が一般にあるとされる。近年の株式会社が、借入や社債発行するよりは利益を内部留保して成長する傾向があるのは、このような株主の嗜好に経営者が合わせる傾向があるからだとされている。もちろん内部留保が優先されるのは、経営者の立場からみて、内部留保は経営への干渉リスクが最も低い資金調達方法だからである。
ところで株式とは、株式会社における株主の権利を表象したものであった。その株式の権利は、法律的には、その権利行使が他の株主の権利に影響する他益権と、その権利行使が他の株主に影響しない自益権とに区分される。前者の具体的な内容としては、株主総会での議決権などが、後者の具体的内容としては、利益分配の権利である配当請求権や解散時の残余財産分配請求権などがある。経済的には、前者は会社の支配権に関わる権利、また後者は会社が生み出した利益に対する分配請求権などだと考えられる。株主は株式会社にリスク資本を提供したことの見返りとして、このような権利を保有している。資本証券の中で株式の特徴となるのは、このような資金の性格とそれに裏付けられたこれらの権利内容である。
そもそも発行される株式数が増えると、1株が表す権利内容は小さくなる。発行株総数は増えるわけだから、1株が表す議決権の比重は小さくなり、1株当たりの予想利益は小さくなる。したがって、新株を用いた資金調達に株主は否定的な反応を示すことになる。
もっとも1株当たりの予想利益は、株式数が増えるとき必ず小さくなるわけではない。たとえば新株の発行が企業買収に伴うもので、その企業買収が大きな統合効果（シナジー効果）をもたらすことが予想される場合、あるいは株式の発行が、積極的な設備投資資金のためになされるもので、その投資による増収効果が短期間で見込まれる場合、など予想利益の拡大が随伴するケースを想定できる。さらに1株当たり配当金については、経営サイドの判断で変更することも事実上可能である。株式が増えるときに、政策的判断として、増配をしたり、配当性向を引き上げるという決定もありうるのである。

## 債券発行による株式の希薄化の防止
実は債券の場合は、その発行数が増えてもただちにこのような問題は生じない。債券保有者が持っている元利払い請求権は債権債務関係の中で保護されているからである。もちろん債務が増えれば、債務の償還可能性や利払いの可能性にマイナスの影響はある。しかし元利払い請求権はともかく法律的には保護された債権である。ところが株式に与えられる権利は、たとえば利益配当請求権は残余利益（residual profit）分配請求権とも呼ばれるように、債権者の権利に劣後しており、残余したものを出資比率に応じて分配を受けるという不安定な権利なので、新株発行により分配に与る者が増えれば、その権利内容の希薄化が生ずるのである。
他方で債券の発行あるいは借入という資金調達方法は、調達資金による投資収益率が調達資金コストを上回る限り、株主の利益率（株主資本利益率あるいは自己資本利益率）を改善する効果がある。いわゆる債務のレバレッジ効果である。もともと経営者の立場からみると、債券の発行にせよ借入にせよ利払いなどの負債コストを経費として課税対象所得から控除できる節税効果がある。株主は、株式の希薄化につながる株式を用いた資金調達よりは、債券の発行や借入など債務増加型の資金調達を好むと考えられる。
他方、債券保有者は、自らの立場の安全性を保つ上では、高い自己資本比率を好ましいと考えるから、債務増加型ではなく自己資本増加型の資金調達を好むと考えられる。
このように株式の発行を用いた資金調達には、株主に不利な問題があるので、内部留保型の成長が好まれるのはすでに述べたとおりである。しかし経営者サイドが、内部留保の速度を上回る規模の投資の必要や事業の再編の必要などから、発行株数を増やす選択を迫られることがある。そういったケースでは、株主、債権者、経営者の3者間が株数の増加についての利害を複雑に対立させている。

## その他の方法による株式の希薄化の防止
経営者サイドでは、この株主の不満を小さくして株式の増加を実現するために希薄化の株式市場に与える影響を小さくする工夫を様々に試みることになる。たとえば、議決権を制限した株式（優先株）を発行することで、普通株の議決権の希薄化を防ぐといったことが行われる。
希薄化と正反対のプロセスもある。株式の消却や併合による発行株数の削減である。代表的な例が自社株の取得・消却である。消却により発行株数が減れば、1株当たり予想利益や株主資本予想利益率の改善が期待できる。消却を目的とする自社株の取得は日本では1994年に解禁された。この解禁の背景に、バブル経済崩壊後の株式の需給改善を通じた株価対策の側面があったことは否めない。
2001年には、取得した株式を目的を定めず手元に残す「金庫株」も解禁された。金庫株はストックオプションやM&A（企業買収）におけるポイズンピルなどに活用できる反面、当面こうした活用の予定がない金庫株を増やすことには、その存在自体が株式の売り出しリスク＝潜在的株式となるとの批判がある。これは転換社債など普通株への転換の可能性がある証券の存在が、潜在的株式として株式の需給悪化要因になるのと同じ理屈である。
自社株の取得・消却は、二重の意味で企業買収から企業を防衛する対策となる。これはまず市場に存在する浮動株を余剰資金を使って取得・消却することで、（1）企業の余剰キャッシュを減少させて買収の魅力を減らし、（2）市中で購入の対象となる株式を減らすことで企業買収のリスクそのものを減らすことになる。